# Braque-triptiek

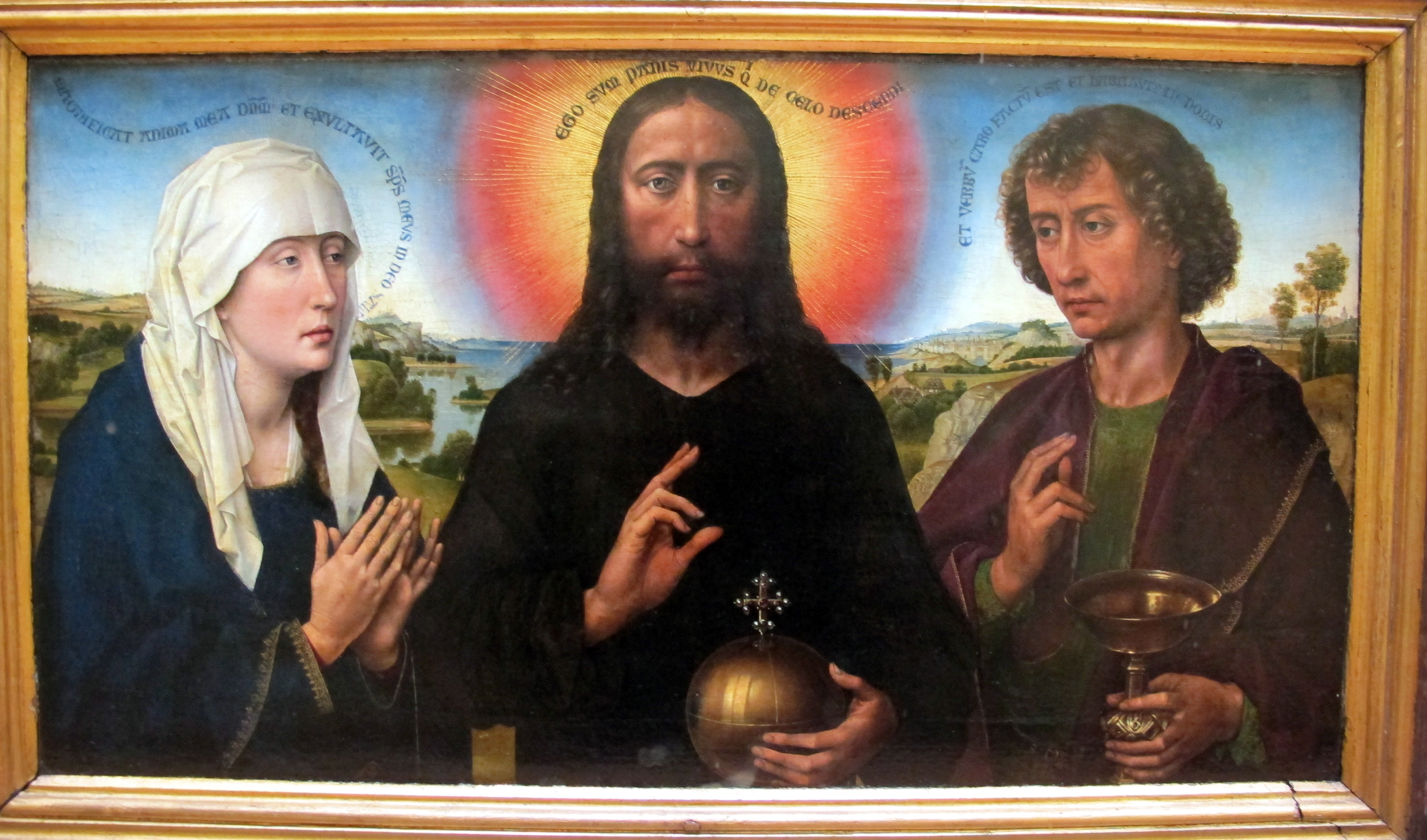
Rogier van der Weyden, De deësis op het middenpaneel van de Braque-triptiek.

De Braque-triptiek uit omstreeks 1452 is een retabel voor een draagbaar altaar en was waarschijnlijk bedoeld voor privégebruik. Het werk wordt toegeschreven aan Rogier van der Weyden en wordt beschouwd als een van zijn meesterwerken.

## Herkomst
De triptiek werd waarschijnlijk besteld door de weduwe van Jean Braque na diens vroegtijdige dood op 25 juni 1452, het iconografische programma lijkt alleszins in die richting te wijzen. De beide mannelijke heiligen zijn naamgenoten van Jean en het doodshoofd bij zijn wapenschild kan ook gezien worden als een herinnering aan zijn overlijden. Het kruis op het andere paneel, gelijkaardig aan het kruis in het wapen van Catherine de Brabant, draagt een tekst over de bitterheid van de dood van een gelukkig man. Het paar was pas in 1450 of ten laatste in april 1451 in het huwelijk getreden en het overlijden van Jean moet dus inderdaad een bitter gebeuren geweest zijn voor Catherine. Catherine hertrouwde pas in 1461 en stierf 50 jaar na haar eerste man, maar haar laatste wens was toch om naast hem begraven te worden. De tranen van Maria Magdalena waren misschien bedoeld als een symbool van het verdriet van de jonge weduwe.

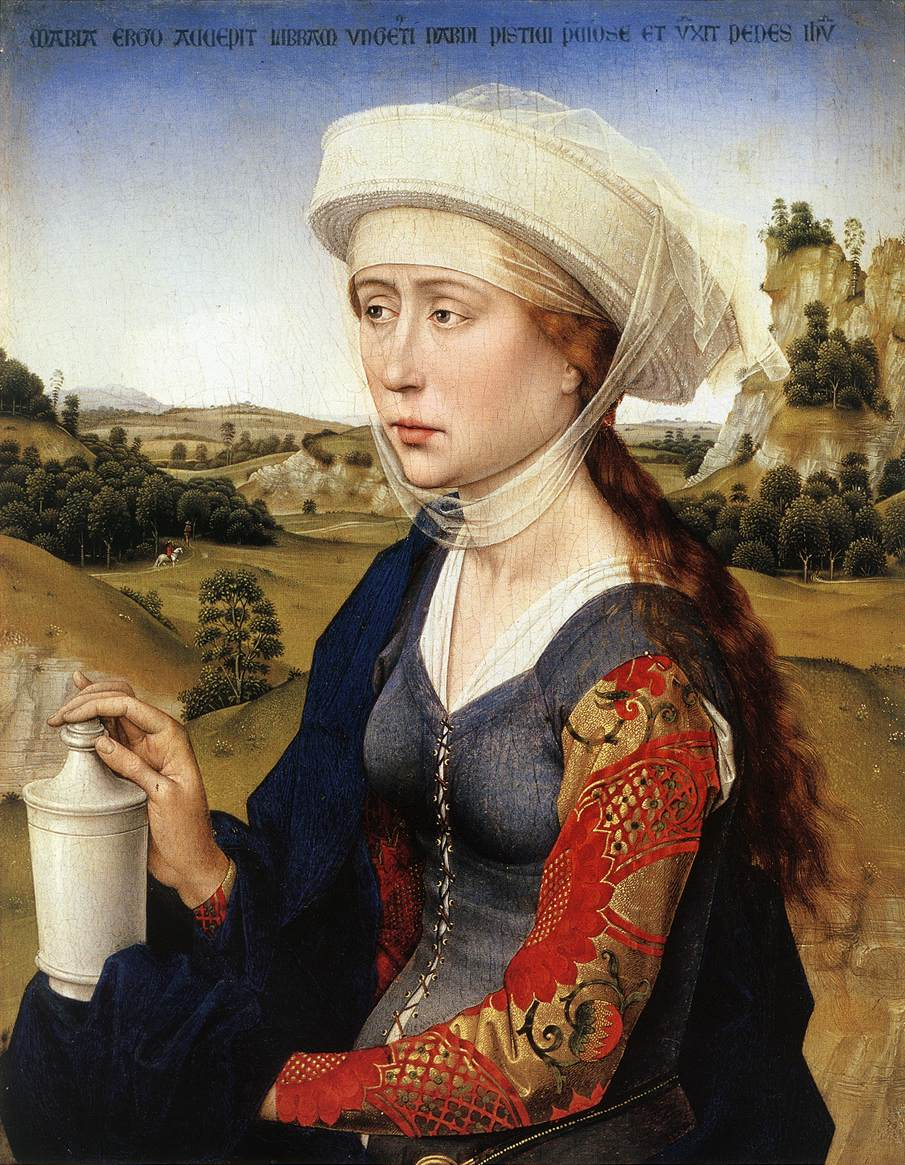
Rogier Van der Weyden, Maria Magdalena, rechterpaneel van de geopende Braque-triptiek

Jean of Jehan Braque was van Franse afkomst en de familie leverde verschillende adviseurs en financiers aan het huis Valois vanaf de veertiende eeuw. Jean was afkomstig van een tak van de familie die zich in het toen Franse Doornik had gevestigd. Ook Catherine de Brabant was van Franse origine en haar familie had zich eveneens in Doornik gevestigd iets eerder dan de Braques.
Het paar woonde in Doornik, het is dus niet onwaarschijnlijk dat de bestelling tot stand kwam via het atelier dat Van der Weyden in Doornik had behouden nadat hij zelf verhuisd was naar Brussel. De dagelijkse leiding van dat atelier was toevertrouwd aan zijn neef Louis le Duq.

## Geschiedenis
De triptiek werd vermeld in het testament van Catherine de Brabant opgesteld in 1497, waar zij het werk nalaat aan haar kleinzoon Jehan Villain, de enige afstammeling van Jean Braque. Jehan Villain was de zoon van Agnes Braque, het enige kind uit het huwelijk van Jean en Catherine. Het schilderij bleef in de familie tot laat in de 16e eeuw. In 1845 was het in het bezit van Richard Evans, een Engelse schilder in Londen die het gekocht had van een priester die het meebracht van een reis door Vlaanderen. Evans verkocht het werk aan een geestelijke van Westminster die het ten geschenke gaf aan Lady Theodora Guest, dochter van de hertog van Westminster. Theodora verkocht het werk via de Kleinberger Galleries aan het Louvre in 1913 voor de som van $ 130.000.

## Beschrijving
Het werk is geschilderd in olieverf op eikenhouten panelen. Het heeft een hoogte van 41 cm, de zijpanelen zijn 34,5 cm breed en het middenpaneel 68 cm. Het is nog steeds gevat in de originele lijst. Het schilderij werd normalerwijze gesloten bewaard in een speciaal daarvoor gemaakt etui.

### Buitenzijde

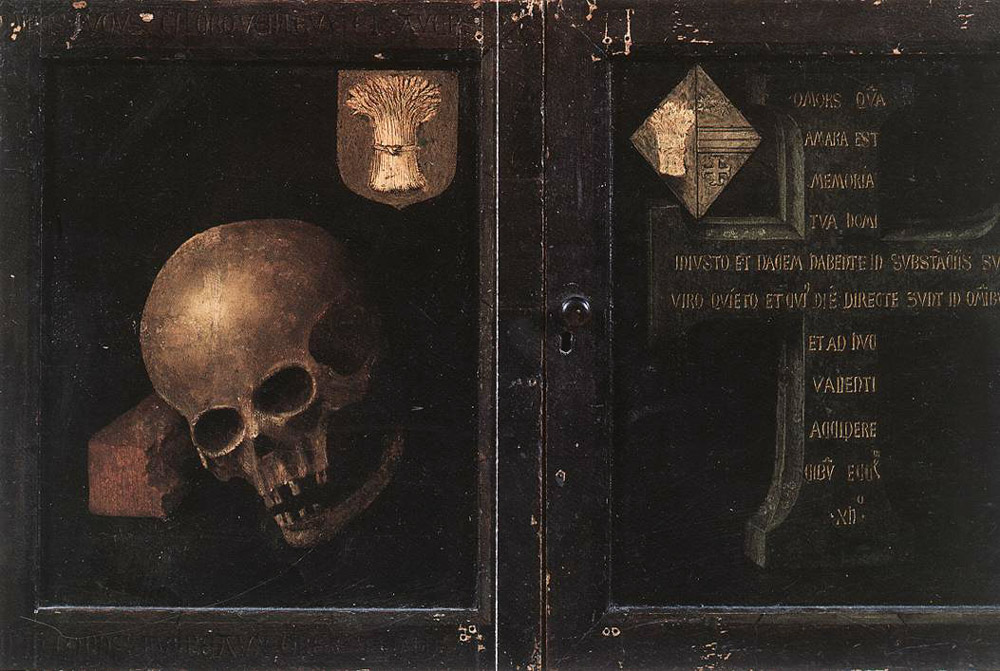
Zicht van de gesloten triptiek

Op de gesloten buitenzijde zien we een memento mori, een herinnering aan de dood en de relativiteit van het leven, met op het linkerpaneel een doodshoofd leunend tegen een gebroken baksteen, symbool van ruïne (misschien ook de analogie van brique en Braque), en het wapenschild van Jean Braque. Het linkerpaneel, met op de achterzijde Johannes de Doper, staat dus duidelijk voor Jean Braque. Op de rechterzijde ziet men een kruis met een gebeitelde tekst handelend over de bitterheid van de dood en het wapen van Catherine de Brabant, de echtgenote van Jean Braque. Het rechter paneel met op de binnenzijde de treurende Magdalena en op de buitenzijde de klaagzang van Catherine is dus gewijd aan de jonge weduwe. Hierdoor wordt een connectie tussen binnen- en buitenzijde van de triptiek gerealiseerd. 
De gesloten triptiek is als het ware een grafmonument voor de overleden Jean hoewel het schilderij waarschijnlijk niet als dusdanig was bedoeld gezien zijn gebruik als retabel voor een huisaltaar. Nieuw is ook dat niet de opdrachtgevers op de deuren van de triptiek werden afgebeeld, maar dat in de plaats daarvan een symbolische verwijzing naar hen werd gebruikt.

### Binnenzijde

Rogier van der Weyden, Binnenpanelen van de Braque-triptiek. ca. 1452, Louvre, Parijs.

De iconografie van de binnenzijde van de triptiek staat in schril contrast met de buitenkant. De statige heiligen rondom Christus de verlosser staande voor een liefelijk landschap brengen een boodschap van hoop en de schoonheid en warmte van het eeuwige leven tegenover de dood en het verval van de buitenzijde.

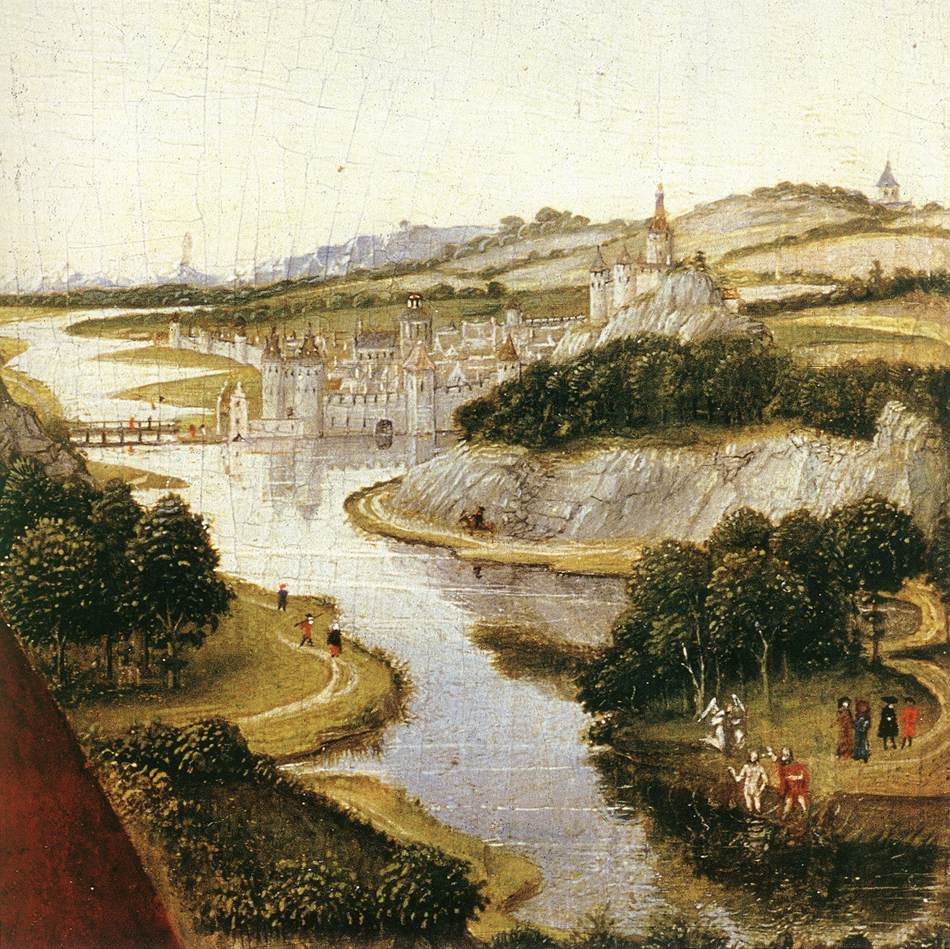
Detail van het linkerpaneel met het doopsel van Christus.

Op de geopende triptiek ziet men op het linkerpaneel Johannes de Doper en op de achtergrond het doopsel in de Jordaan, op het middenpaneel Christus de verlosser met links van hem de Heilige Maagd en rechts de Johannes de evangelist met een kelk. Op het rechterpaneel staat een afbeelding van een wenende Maria Magdalena met haar balsemkruikje. 
Christus is frontaal afgebeeld, alle andere figuren kijken naar hem. De achtergrond van de drie panelen toont een landschap dat van het ene paneel in het andere overloopt en diepte creëert. Dit type van achtergrond werd geïntroduceerd in het werk van Jan van Eyck, tot dan toe was een effen achtergrond in bladgoud gebruikelijk voor dit type schilderijen. Deze techniek zal enkele jaren later ook in Italië toegepast worden onder invloed van de Vlaamse meesters. Lynn F. Jacobs is daarentegen van mening dat Van der Weyden zich in dit geval niet inspireerde op het voorbeeld van Van Eyck in het onderste gedeelte van diens Lam Gods, maar veeleer van de Italo-Byzantijnse retabels (dossale) uit het duecento (dertiende eeuw) en trecento (veertiende eeuw) waar een bladgouden achtergrond werd gebruikt.

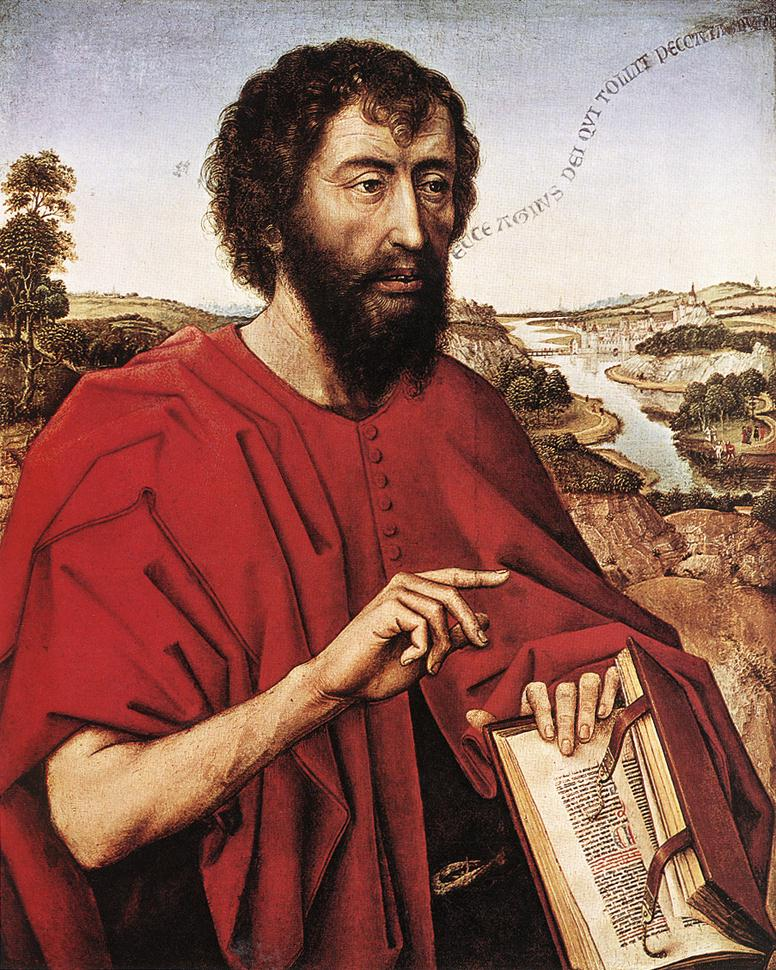
Rogier Van der Weyden, Johannes de Doper, linkerpaneel van de geopende Braque-triptiek

De personages zijn in buste weergegeven, techniek die geïntroduceerd werd door Robert Campin, wat een monumentale indruk geeft, vooral op een relatief klein werk. De personages staan duidelijk voor het landschap, tegen de lijst aan, dicht bij de toeschouwer. Men kan zien dat Johannes de Doper zijn boek, Christus zijn wereldbol en Johannes zijn linkerhand met de kelk op de lijst laten rusten wat duidelijk de plaatsing voor en boven het landschap beklemtoont: de heiligen staan boven het aardse hoe paradijselijk dat er ook uitziet. De vijf figuren op het geopende paneel maken deel uit van één scène, in tegenstelling tot vroegere triptieken is er geen afscheiding tussen de panelen, mede dankzij het doorlopende landschap. Ook in de vroegste beschrijving van het schilderij, het testament van Catherine Braque, had men het over “un tableau à cinq ymaiges
De figuren van de heiligen zijn afgebeeld volgens de in de middeleeuwen gebruikelijke isocefalie en de gelijke hoogte van de hoofden wordt doorgetrokken in de schouders en de handen, alleen de figuur van Christus steekt boven de andere uit, tenminste zijn hoofd want schouders en handen zijn afgelijnd met de anderen. De bedoeling is uiteraard om de figuur van Christus als de belangrijkste te tonen.
Ook het licht speelt, in eyckiaanse traditie, een belangrijke rol in het werk. Volgens de schaduwen lijkt het van links te komen en men ziet de reflectie van een venster in de globe die Christus vasthoudt. Het licht zorgt voor de vibrerende kleuren in het landschap en benadrukt de monumentaliteit van de figuren.

## De teksten

### Buitenzijde
De tekst op het kruis komt uit Ecclesiasticus of de Wijsheid van Jezus Sirach 41:1-2. De tekst is in het Latijn en luidt: o mors quam amara est memoria tua homini pacem habenti in substantiis suis. viro quieto et cuius viae directae sunt in omnibus et adhuc valenti accipere cibum vrij vertaald als: O dood hoe bitter is de gedachte aan u voor de mens die in vrede tussen zijn bezittingen leeft, de man die gerust is en in alles welvarend en die nog de kracht heeft zijn voedsel te genieten. Dit fragment spreekt zeer duidelijk het verdriet van de jonge weduwe uit.
Op de lijst van het linkse buitenpaneel is ook een memento mori tekst geschilderd in het Middelfrans namelijk: Mires vous ci orgueilleux et avers / Mon corps fu beaux ore est viande a [vers] 

### Binnenzijde
De op de panelen geschilderde teksten golven boven de personen op wie ze betrekking hebben, behalve bij Maria Magdalena. De teksten sluiten aan bij het thema van de dood in die zin dat ze over de verlossing spreken. Christus wordt trouwens ook afgebeeld als de Salvator Mundi. Alle teksten komen uit het evangelie van Johannes, behalve die van de Maagd die uit Lucas komt. De teksten worden door de afgebeelde figuren uitgesproken en fungeren dus als een soort tekstballon, alleen bij Magdalena staat een beschrijvende tekst die niet door haar wordt uitgesproken, dat is waarschijnlijk de reden waarom die tekst anders wordt afgebeeld.
Bij Johannes de Doper luidt de tekst: Ecce agnus dei qui tollit pecatta mundi. Maria spreekt haar lofrede van bij de visitatie uit: Magnificat anima me dominum et exultavit spiritus meus in deo salvatore. Christus zegt: Ego sum panis vivus qui de celo descendit en Johannes op zijn beurt citeert uit zijn eigen evangelie: Et verbum caro factus est et habitavit in nobis.  
De beschrijvende tekst bij Maria Magdalena luidt:  Maria ergo accepit libram unguenti nardi pistici preciosi et unxit pedes Jesu. De teksten op de binnenzijde van het retabel illustreren het beeldverhaal dat wordt gebracht in de triptiek.

## Interpretatie
De groep van figuren op het middenpaneel vormen een deësis. Die voorstelling toont in de standaardvorm Christus op een troon als de ultieme rechter. Hij houdt een bijbel, open of gesloten, in de linkerhand. Christus wordt frontaal afgebeeld. Rechts van hem staat Maria, zijn moeder en aan zijn linkerzijde staat Johannes de Doper, zijn voorloper of wegbereider. Beiden staan in de voorspraakhouding: in profiel afgebeeld, lichtjes voorover gebogen en met hun armen en handen in een smekend gebaar. De voorstelling van Rogier van der Weyden  wijkt hier van af maar komt overeen met de Franse gotische deësis waar Johannes de Doper dikwijls vervangen werd door de evangelist Johannes, alleen is Johannes niet smekend afgebeeld maar imiteert hij Christus in het zegenend gebaar over de kelk, die blijkbaat niet zijn gifbeker is maar de kelk met het bloed van de verlosser.
De ganse triptiek kan ook gezien worden als een voorstelling van het leven van Christus. Links zien we Johannes de Doper die de Messias aankondigt, hij wijst enerzijds op de profetie in het boek en anderzijds op de figuur van Christus. Maria’s lofzang bij het bezoek aan haar nicht Elizabeth kondigt de geboorte aan. Johannes met de kelk met het bloed van Christus is dan weer een allegorie voor de kruisdood en Maria Magdalena voor het balsemen en de graflegging van Christus. De Christus als Salvator Mundi staat voor de verrezen Christus.
Ook de kleding vertelt een verhaal. Via de Bijbelse kleding van de Doper gaan we over de klassieke apostelkleding in het middenpaneel naar de in 1450 hedendaagse kleding van Magdalena. We zien met andere woorden de geschiedenis van de oudtestamentische tijd via de nieuwtestamentische tijd tot de huidige tijd van de door Christus verloste mensheid.